# Abraxas aesiopsis
Abraxas aesiopsis är en fjärilsart som beskrevs av Inoue 1970. Abraxas aesiopsis ingår i släktet Abraxas och familjen mätare. Inga underarter finns listade i Catalogue of Life.